# Esquivel (apellido)
Esquivel es un apellido de origen vasco.

## Origen
El apellido procede del lugar de Esquível, del Ayuntamiento de Mendoza y partido judicial de Vitoria, en la provincia de Álava.  
Una rama pasó a Andalucía, donde dio pie a un nuevo poblado con el mismo nombre en Sevilla, el cual fue localizado por la historiadora Zandy Crispin, autora de varios descubrimientos. Además, tiene una gran presencia en el archipiélago canario y Latinoamérica, siendo los núcleos el Puerto de la Cruz y Fasnia en Tenerife.

## Teoría sobre posibles ramas del apellido de distinto origen
Según la teoría del profesor Enrique Soria Mesa de la Universidad de Córdoba, algunas ramas Esquivel tendrían orígenes criptojudíos de comienzos del siglo XVII en la ciudad de Granada (Andalucía, España). Cabe acotar que a 2024 en trámites de reconocimiento de nacionalidad española por ascendencia sefardí, el Reino de España y la comunidad sefardí han denegado la supuesta ascendencia sefardí a todos los Esquivel que han tratado de obtener la nacionalidad española por ésta suposición, por lo que se trata sólo de una teoría. El origen - según ésta teoría no reconocida - se debería a la adopción de un apellido de la alta nobleza o, al menos, de la nobleza tradicional, por parte de criptojudíos, condenados o simplemente de judíos que escapaban de la muerte en las ciudades de Granada o Córdoba como estrategia asimilatoria. En palabras de Soria Mesa:
"A comienzos del siglo XVII escribía al Consejo de la Suprema un inquisidor granadino, el licenciado Fuentesdaño, indicando con toda claridad lo que era una práctica habitual para escapar del control del Santo Oficio, concretando su acusación en una de las más conocidas, si no la que más, familias de judaizantes del reino meridional, los Santofimia, prácticamente diezmados a finales de la centuria anterior en dos grandes Autos de Fe (1593 y 1595), en los que desfilaron decenas de hombres y mujeres de esta extensísima parentela.  Para el clérigo: <<“En esta Inquisición y su distrito hay muchas personas que por ser descendientes de condenados por este Santo Oficio mudan nombres y apellidos por ocultar la nota, con lo cual son desconocidos, y con esto tienen oficios honrosos y de gobierno, en gran perjuicio de los nobles así en contraer matrimonios como en pretensiones. Como al presente un nieto del doctor Santofimia, que sus abuelos fueron reconciliados, es corregidor en Priego y se llama don Gómez de Esquivel, sin que haya en su genealogía tal apellido. Por (lo) que pido que en los registros y genealogías se asienten los nuevos nombres y apellidos de los descendientes de condenados, y lo que no se pudiere alcanzar por ellas se averigüe con testigos de su parroquia”<<Este don Gómez de Esquivel y Acuña, hijo y nieto de judaizantes condenados por la Inquisición, fue abogado de la Real Chancillería. Mientras que el apellido Santofimia, según José Vicente Niclós Albarracín, corresponde al apellido compuesto: Seantob-Fima (Shem Tob Fima: שם טוב פימא).

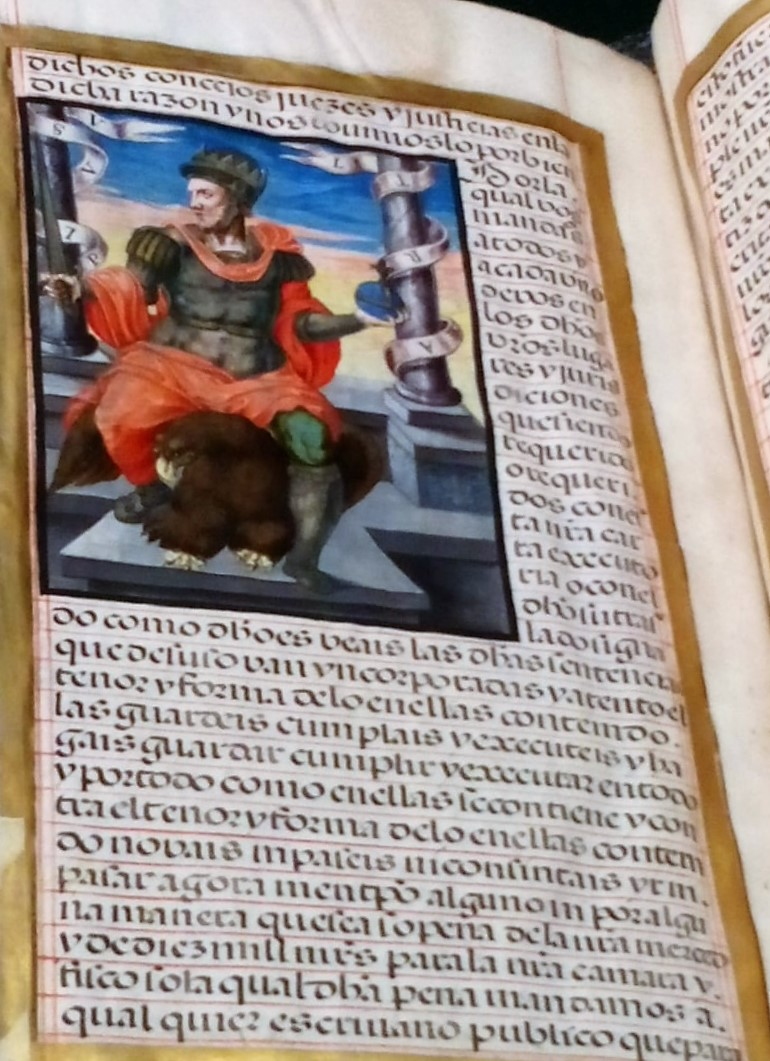
Carta ejecutoria de hidalguía a pedimento de Pedro Ortiz de la Cerda y de Esquivel y de Herrera de la Hispanic Society of America

## Significado
Ezki o eski significa ‘tilo’, y gibel quiere decir ‘parte posterior’; así que sería: ‘La casa en la parte posterior del bosque de tilos’.
Aunque un estudioso de nombre Kerexeta dice que puede ser una variación de Aizkibel y nos remite a los artículos 21,229 y 278 del libro de Mitxelena: 
"Hay pruebas de hidalguía de un Eskibel en Fuenterrabia en 1616, Caballero de Santiago en 1621, 1637 y 1653 (hay varios escudos según la casa o rama). Así pues, cualquiera sea el origen etimológico propio o derivado de Aizkibel, el apellido se originó en el País Vasco, antes de 1600."
Otro autor importante, Philippe Oyhamburu, lo explica fijando en Eskibel la raíz ezki (‘tilo’) y en Aizkibel la raíz aitz (‘roca’), pero advierte que en algunas regiones vascas ezki puede ser también ‘álamo’ o ‘chopo’, aunque al parecer ‘tilo’ es el significado más antiguo.
Los Esquivel de Latinoamérica son descendientes directos de Juan de Esquivel, conquistador español (1503), pero los de Argentina y Paraguay descienden de Pedro de Esquivel, oficial sevillano que llegó en la expedición de Alvar Nuñez Cabeza de Vaca a Asunción y casó con Isabel Guevara o Ana Isabel de Guevara.